# ISO 3166-2:CM
Die Liste der ISO-3166-2-Codes für  Kamerun enthält die Codes für die zehn Provinzen.

Die Codes bestehen aus zwei Teilen, die durch einen Bindestrich voneinander getrennt sind. Der erste Teil gibt den Landescode gemäß ISO 3166-1 (für  Kamerun CM), der zweite den Code für die Provinz wieder.
Die aktuellen Codes stehen auf der Seite der ISO unter #iso:code:3166:CM zur Verfügung.

Provinzen von Kamerun

In der Liste sind die französischen und die englischen Namen angegeben.

## Kodierliste
| Provinz (fr) | Provinz (en)  | Code  |
| ------------ | ------------- | ----- |
| Adamaoua     | Adamawa       | CM-AD |
| Centre       | Centre        | CM-CE |
| Est          | East          | CM-ES |
| Extrême-Nord | Extreme North | CM-EN |
| Littoral     | Littoral      | CM-LT |
| Nord         | North         | CM-NO |
| Nord-Ouest   | Northwest     | CM-NW |
| Ouest        | West          | CM-OU |
| Sud          | South         | CM-SU |
| Sud-Ouest    | Southwest     | CM-SW |